# 權姓
權姓是漢姓之一，在《百家姓》中排名第403位。在朝鮮半島、中国吉林省及其它地方的朝鲜族中，權是較常見的姓氏，但是朝鲜族中的权姓大多于十世纪由高丽國王赐封；中原的权姓则公认为起源于春秋之前。

## 姓氏起源
- 出於子姓，以國名為姓。商湯建立商朝後，第二十三代大王武丁，武丁的後人有受封於權地（今中國湖北省当阳市），為權國，後為楚國所滅，權國只好遷到今湖北荊門一帶，後來又被巴國所滅，權國的貴族與子孫就以國為姓，改姓為「權」。
- 出自羋姓，以邑名為姓。楚武王滅權國後，改權國為縣，權國遺臣鬥緡圖謀叛楚，失敗後被殺。鬥緡的後人於是就以權為姓。
- 出自葛天氏，出自遠古時期古帝葛天氏之後，屬於以國名爲氏。據史籍《路史》的記載：“古帝葛天氏之後有權氏、葛氏。”
- 出自一位高丽开国功臣新羅貴族金幸，被賜姓权。

## 郡望
- 天水郡

## 延伸阅读
[在维基数据编辑]
 《百家姓》
 《欽定古今圖書集成·明倫彙編·氏族典·權姓部》，出自陈梦雷《古今圖書集成》